# Christian Grabau (Pädagoge)
Christian Grabau (* 1982 in Ochsenfurt) ist ein deutscher Pädagoge.

## Leben
Christian Grabau wuchs in Hagen auf. Er studierte von 2002 bis 2008 Sozialwissenschaft, Germanistik und Erziehungswissenschaft an der Ruhr-Universität Bochum. Ein Promotionsstudium an der Fakultät für Philosophie und Erziehungswissenschaft derselben Hochschule schloss er 2012 als Dr. phil ab. Nach Tätigkeiten als Lehrbeauftragter an der Universität Bremen und als wissenschaftlicher Mitarbeiter an der Universität Tübingen ist er seit 2023 Universitätsprofessor für das Lehrgebiet Allgemeine Bildungswissenschaft an der FernUniversität in Hagen. Er lebt mit seiner Familie in Tübingen.

## Forschungsschwerpunkte
In seiner Forschung widmet sich Christian Grabau dem Zusammenhang zwischen Pädagogik und Macht, hinterfragt die europäische Tradition, Begriffe wie Emanzipation und Bildung zu verstehen und betrachtet die körperlichen Faktoren von Bildung.

## Veröffentlichungen (Auswahl)

### Monographien und Herausgeberschaften
- Christian Grabau u. a.(Hg.): 30 Jahre und kein Ende der Geschichte. Jahrbuch für Pädagogik 2022. Weinheim: Beltz Juventa.
- Christian Grabau/Markus Rieger-Ladich (Hg.): Pierre Bourdieu: Pädagogische Lektüren. Wiesbaden: Springer VS 2017.
- Christian Grabau: Leben machen. Pädagogik und Biomacht. München: Fink 2013.

### Aufsätze
- Emanzipation. In: Milena Feldmann, Markus Rieger-Ladich, Carlotta Voß und Kai Wortmann (Hrsg.): Pädagogisches Vokabular in Bewegung. Stimmen aus der Allgemeinen Erziehungswissenschaft. Weinheim und Basel: Beltz 2022, S. 119–126.
- Die Chance vieler Geschichten. Wie im Kontext von Rassismus, Feminismus und (Post-)Humanismus die Gegenwart und Zukunft anders erzählen. In: Laura Böckmann, Sebastian Engelmann, Philipp Reichrath und Anne Rohstock (Hrsg.): Creativity, Courage, Chances. Eine Festschrift zu Ehren von S. Karin Amos. Tübingen: Tübingen Library Publishing 2021, S. 285–313 (zusammen mit Angela Janssen).
- „Like Jack the Bear; just ain’t nowhere“. Bildung und Begegnungen an den Rändern der Geschichte. In: Markus Rieger-Ladich, Rita Casale und Christiane Thompson (Hrsg.): Un-/Zugehörigkeit. Bildungsphilosophische Reflexionen und machttheoretische Studien. Weinheim und Basel: Beltz 2020, S. 69–89.
- Theorien der Sozialisation: Möglichkeiten, Grenzen, Perspektiven. In: Martin Harant, Philipp Thomas und Uwe Küchler (Hrsg.): Theorien! Horizonte für die Lehrerbildung. Tübingen: Tübingen University Press 2020, S. 145–157.
- Begegnungen zwischen Fremden. Demokratie, Pädagogik und digitale Öffentlichkeiten. In: Ulrich Binder und Johannes Drerup (Hrsg.): Demokratieerziehung und die Bildung digitaler Öffentlichkeit. Wiesbaden: Springer VS 2020, S. 71–89.
- Der Exzess der Demokratie und die Attraktivität der Versöhnung. Politik, Pädagogik und Utopie. In: Ulrich Binder und Jürgen Oelkers (Hrsg.): Das Ende der politischen Ordnungsvorstellungen des 20. Jahrhunderts. Erziehungswissenschaftliche Beobachtungen. Wiesbaden: Springer VS 2020, S. 15–28.
- Macht. In: Gabriele Weiß/Jörg Zirfas (Hrsg.): Handbuch Bildungs- und Erziehungsphilosophie. Wiesbaden: Springer VS 2019, S. 491–502 (gemeinsam mit Markus Rieger-Ladich).
- Bourdieu, Eribon und die beschwerliche „Odyssee der Wiederaneignung“. In: Ulrike Deppe (Hrsg.): Theorie und Empirie zu Bildungsaufstiegen und exklusiven Karrieren. Springer VS 2019, S. 85–104.
- Macht. In: Johannes Drerup und Gottfried Schweiger (Hrsg.): Handbuch Philosophie der Kindheit. J.B. Metzler: Stuttgart, S. 159–164.
- Gleichheit und Gleichgültigkeit. In: Ethik und Gesellschaft "...auf den Schultern von Karl Marx, Heft 1 (2018). doi:10.18156/eug-1-2018-art-3.
- Diesseits von Gemeinschaft und Gesellschaft. Denkformen des Sozialen. In: Vierteljahresschrift für wissenschaftliche Pädagogik 93 (2017), S. 468–489.
- Schreckliche Lehrmeister, drastische Erfahrungen. Was Horrorfilme über das Lernen lehren. In: Erziehung & Unterricht, Heft 1–2 (2017), S. 122–129.
- Bildung als Kunst, sich zu entziehen. Vom Verweigern, Desertieren, Abfallen und Aussteigen. In: Ingried Miethe, Anja Tervooren und Norbert Ricken (Hrsg.): Bildung und Teilhabe. Zwischen Inklusionsforderung und Exklusionsdrohung. Wiesbaden: Springer VS 2017, S. 157–177.
- Gewalt. In: Anja Kraus, Jürgen Budde, Maud Hietzge, Christoph Wulf (Hrsg.): Handbuch Schweigendes Wissen. Erziehung, Bildung, Sozialisation und Lernen. Weinheim und Basel: Beltz 2017, S. 216–225 (zusammen mit Markus Rieger-Ladich).
- Räume und Selbstachtung. Acht Thesen und ein Verdacht. In: Constanze Berndt, Claudia Kalisch und Anja Krüger (Hrsg.): Räume bilden – pädagogische Perspektiven auf den Raum. Bad Heilbrunn: Klinkhardt 2016, S. 104–115 (zusammen mit Markus Rieger-Ladich).
- Der Beitrag der Erziehungswissenschaft zur Sozialisationsforschung. In: Klaus Hurrelmann/Ullrich Bauer/Matthias Grundmann/Sabine Walper (Hrsg.): Handbuch Sozialisationsforschung. 8., vollständig überarbeitete Auflage. Weinheim und Basel: Beltz 2015, S. 114–127 (zusammen mit Markus Rieger-Ladich).
- Vom ‚Ringen um Selbstachtung‘ und den ‚Kollateralschäden des sozialen Aufstiegs‘. Überlegungen im Anschluss an Zadie Smiths London NW. In: Vierteljahrsschrift für wissenschaftliche Pädagogik 91 (2015), S. 47–63.
- Raum der Disziplinierung und Ort des Widerstands. Schule als Heterotopie. In: Malte Brinkmann und Kristin Westphal (Hrsg.): Grenzgänge. Phänomenologie und Anthropologie pädagogischer Räume. Weinheim und Basel: Beltz 2015, S. 87–110 (zusammen mit Markus Rieger-Ladich).
- Machtspiele. Vom Zauber reformpädagogischer Rhetorik. In: Vierteljahrsschrift für wissenschaftliche Pädagogik 90 (2014), S. 516–531.
- Schule als Disziplinierungs- und Machtraum. In: Jörg Hagedorn (Hrsg.): Jugend, Schule und Identität. Selbstwerdung und Identitätskonstruktion im Kontext Schule. Wiesbaden: VS Verlag 2014, S. 63–79 (zusammen mit Markus Rieger-Ladich).
- Der Lärm der Demokratie. In: Philosophie Indebate 2013 (online abrufbar).
- Die Geburt der Pädagogik aus dem Geist der Policey. In: Vierteljahrsschrift für wissenschaftliche Pädagogik 89 (2013), S. 292–306.